# Sześć żon i jeden pogrzeb
Sześć żon i jeden pogrzeb (ang. The Six Wives of Henry Lefay) – amerykańska komedia z 2009 roku oparty na scenariuszu i reżyserii Howarda Goulda. Wyprodukowany przez Dutch FilmWorks, Eagle Films, Ledafilms i Nem.

## Opis fabuły
Barbara Lefay (Elisha Cuthbert) chce oddać zmarłemu ojcu hołd, przygotowując wspaniały pogrzeb. W jej domu pojawia się pięć byłych żon taty oraz macocha. Każda z kobiet ma inną wizję uroczystości i chce pożegnać byłego męża na swój własny sposób.

## Obsada
- Tim Allen jako Henry Lefay[1]
- Elisha Cuthbert jako Barbara "Barbie" Lefay
- S. Epatha Merkerson jako Effa Devereaux[1]
- Andie MacDowell jako Kate[1]
- Jenna Elfman jako Ophelia
- Paz Vega jako Veronica[1]
- Lindsay Sloane jako Autumn
- Jenna Dewan jako Sarah Jane
- Barbara Barrie jako Mae
- Eric Christian Olsen jako Lloyd Wiggins
- Chris Klein jako Stevie
- Larry Miller jako Lipschutz
- Edward Herrmann jako Goodenough